# Chór Młodzieżowy Kościoła Starokatolickiego Mariawitów
Chór Młodzieżowy Kościoła Starokatolickiego Mariawitów – zespół muzyczny założony w 2014 roku, którego celem jest propagowanie liturgii mariawickiej. Członkowie chóru rekrutują się z różnych parafii Kościoła Starokatolickiego Mariawitów, ze wszystkich jego diecezji. W repertuarze zespołu znajdują się mariawickie śpiewy liturgiczne oraz kilkadziesiąt pieśni kościelnych i lżejszych utworów o tematyce religijnej.
Pomysłodawcami utworzenia młodzieżowego zespołu liturgicznego mariawitów są bracia Aleksander i Bartłomiej Słojewscy. Obaj ukończyli Uniwersytet Muzyczny im. Fryderyka Chopina w Warszawie. Aleksander zdobył dyplom z dyrygentury i studiuje śpiew solowy. Bartłomiej ukończył klasę klarnetu, zajmuje się działalnością pedagogiczną i jest korepetytorem oraz akompaniatorem zespołu.
Chór po raz pierwszy wystąpił 15 sierpnia 2014 roku z okazji stulecia konsekracji Świątyni Miłosierdzia i Miłości w Płocku. Zespół śpiewa podczas uroczystości o charakterze ogólnokościelnym i parafialnym. Reprezentuje także Kościół na wydarzeniach ekumenicznych i kulturalnych. Śpiewał w wielu miejscach w Polsce na koncertach ekumenicznych (kolędowych, pasyjnych i wielkanocnych), w czasie Nocy Muzeów, Nocy Świątyń, Europejskich Dni Dziedzictwa. Uczestniczył w XX edycji festiwalu Płockie Kolędowanie, XXVIII Finale Wielkiej Orkiestry Świątecznej Pomocy, Wigilii przed Ratuszem w Płocku (w latach 2017–2019), licznych nabożeństwach Tygodnia Modlitw o Jedność Chrześcijan.
Zespół współpracował wielokrotnie z redakcjami ekumenicznymi Polskiego Radia i Telewizji Polskiej. Dotychczas na antenie programów Polskiego Radia wyemitowano retransmisje kilkunastu nabożeństw z udziałem chóru, audycje z cyklu „Kościoły w Polsce i na świecie” o działalności zespołu i inne audycje, w których pojawiała się wykonywana przez chór muzyka. Na antenie TVP chór pojawia się w retransmisjach nabożeństw ze Świątyni Miłosierdzia i Miłości w Płocku oraz w porannych programach Redakcji Ekumenicznej.
W 2020 roku chór wydał pierwszą swoją płytę „Pójdźmy Adorujmy”, na której znajdują się kolędy, fragmenty jutrzni bożonarodzeniowej oraz Msza III należąca do spuścizny muzycznej mariawitów.
W 2021 roku Chór zajął III miejsce w kategorii „chóry inne” na 40. Jubileuszowym Międzynarodowym Festiwalu Hajnowskie Dni Muzyki Cerkiewnej. Wystąpił także na Koncercie Galowym w Białymstoku i koncercie towarzyszącym w Łosicach. Śpiewał na Międzynarodowym Festiwalu „Pod Opieką Bogurodzicy” w Bielsku Podlaskim, gdzie zaprezentował części zmienne mariawickiej Mszy III przeznaczone na uroczystość Narodzenia Najświętszej Maryi Panny oraz inne pieśni maryjne.